# Liste des planètes de Futurama

Cette page liste toutes les planètes fictives de la série télévisée Futurama.
À quelques rares exceptions près, tous les noms de planètes de la série sont composés d'un nom suivi par un numéro. Le nom décrit souvent une des spécificités de la planète en question.

## Système solaire

### Jupiter
Jupiter, une planète géante gazeuse, est la cinquième et plus grosse planète du système solaire. Bien qu'elle soit principalement composée de gaz mortels, la science a suffisamment progressé au XXXIe siècle pour permettre aux Humains d’en atteindre le cœur et d’y installer une université : la tête d’Al Gore s’est même portée volontaire pour ramasser des canettes sur la planète.

#### Europe
Europe, le plus petit satellite galiléen de Jupiter, est terraformée au XXXIe siècle mais reste pourtant relativement déserte.

### Mars
Mars en l'an 3000 est terraformée et colonisée par les Humains. Elle fut rendue habitable lorsque son université fut fondée, en 2636. On y retrouve depuis la végétation des campus terriens du XXe siècle, une jungle a été implantée proche du campus et la planète a été entièrement terraformée. Les parents d’Amy Wong y ont un ranch qui occupe tout l'hémisphère ouest, soit 17,9 milliards d'hectares. Leur principale activité est l'élevage de Buggalows (de géants insectes volants comparables aux vaches).
Les Martiens vivaient jadis en paix, mais il y a très longtemps, leur planète fut échangée contre un diamant géant par l’ancêtre de Leo Wong, Sir Reginald Wong. Depuis, ils sont contraints de vivre sous terre. Ces autochtones martiens ont des tenues rappelant les Amérindiens, et les parents d’Amy Wong, qui portent des vêtements texans, se comportent en exploiteurs décomplexés, cantonnant les Natifs Martiens dans des camps de caravanes semblables à des bidonvilles. Ils se retrouvent brièvement obligés d’y vivre eux-mêmes lorsque la Mafia des Robots leur extorque le casino de Mars Vegas ainsi que leurs biens.
Particularités de l'Université martienne.
- L'Université martienne possède la collection de littérature la plus importante à l'ouest de l'univers.
- Bender y est une vraie célébrité, son (bref) passage a marqué les esprits, laissant de lui le souvenir du robot-étudiant ayant causé le plus d'ennuis au doyen.
- Le Pr Farnsworth y enseigne les mathématiques du champ quantique des particules, car avec un nom pareil aucun élève n'ose choisir cette matière.
- La famille Wong est le plus gros donateur de l'université, raison pour laquelle elle s'appelle également l'université Wong.

Remarque
- L'Université martienne fut fondée en 2636, soit exactement 1000 ans après la fondation de l'université d'Harvard, en 1636.

Devise de Mars U
Knowledge Brings Fear (Le savoir entraîne la crainte) est écrit sur le portail de l'Université Martienne à la manière du Arbeit macht frei qui ornait lugubrement l'entrée du camp d'Auschwitz-Birkenau.
Sur Mars, on découvre qu'il y a une ville : Mars Vegas (similaire à Las Vegas). Elle fut détruite par la famille Wong pour en construire une encore plus grande : New Vegas. Il y a aussi un mini-golf géant, le sport préféré de Leo Wong.
En 3012, dans Des mains tendues à bras raccourcis, Mars se substitue à la Terre comme nouvelle troisième planète du système solaire lorsqu’une tempête solaire apocalyptique prédite par un calendrier martien propulse la planète hors de son orbite.

### Mercure
Mercure, première planète du système solaire et la plus proche du Soleil, est toujours inhabitée au XXXIe siècle et ne possède comme infrastructure qu’une unique station-service Hg’s Fuel pourvue d’une baraque délabrée ainsi que de deux pompes. Le climat y est généralement chaud et humide, avec des océans de lave. Sa circonférence est de 15 300 km et son année dure 88 jours terrestres. Amy y tombe en panne avec Fry en essayant sa toute nouvelle voiture : ils entament leur relation à l’issue de cette mésaventure par une coucherie dans le véhicule durant leur remorquage.

### Neptune
Planète géante glacée, le Pôle Nord de Neptune est l'environnement où se trouve la planque du Robot Père Noël. Autour se trouve un village de lutins extraterrestres, qui travaillaient pour ledit père Noël et sont en crise depuis son problème de programmation.
Elle sert de destination à l’équipage de Planet Express et leurs accompagnants (dont le président Nixon) durant l’exil des Terricains à la suite de leur expropriation de la Terre par les Escrocs Extra-terrestres Nudar, Schlump et Fleb dans le premier film.

### Pluton
C'est sur Pluton, la toute petite planète du système solaire, qu'un élevage de pingouins se trouve maintenant. Leela et "Pingouin sans Frontières" les protègent d'un tanker de matières noires. Finalement, grâce à Bender, les pingouins savent maintenant utiliser les armes à feu contre ce qu'ils croient êtres des chasseurs.

### Saturne
Saturne, la sixième planète du système solaire, possède de nombreuses lunes, comme Titan et Encelade. Elle a participé à la tentative de Leo Wong de construire un mini-golf géant, pour lequel il aurait ordonné le nettoyage des anneaux par aspiration. Certains des Terricains y ont trouvé refuge (ou plus probablement sur ses lunes) quand les Escrocs Extra-terrestres Nudar, Schlump et Fleb les ont dépossédés de la Terre en 3007. D’après le flairoscope du Pr Farnsworth, elle sent l’aiguille de pin.

#### Encelade
Encelade, le sixième plus gros satellite naturel de Saturne, est aussi sa principale « décharge » à satellites : afin de sauver au XXXIe siècle l’île de Manhattan, menacée d’être littéralement jetée dans le Soleil par le gouvernement central, l’équipage de Planet Express s’y rend justement de toute urgence pour retrouver un satellite de 1988 contenant une souche virale d’époque du rhume afin de créer un vaccin, la maladie ayant disparue depuis 500 ans avant sa réémergence soudaine (par incubation du virus depuis le XXe en Fry). En surface, elle est constituée de glace et de geysers de particules très fines.

#### Titan
Titan, le plus gros des satellites naturels de Saturne, est aussi au XXXIe siècle une gigantesque mine de titanium : toutefois, l’une d’entre elles s’effondra en cours d’excavation, piégeant 1 000 robots ouvriers voués à y mourir d’ici 300 ans. Cette catastrophe industrielle fit monter le prix du titane en flèche, et comme le corps de Bender en était composé à 40 %, il le vendit. On ignore si ces robots sont toujours piégés ou déjà libérés, mais le plan était de paver la zone et reprendre le cours normal de la vie. De ce qui en est vu au travers d’un reportage, elle paraît habitable avec une atmosphère tellurique, et des infrastructures ressemblant à une ville.

### Soleil
Le Soleil, étoile centrale éponyme du Système solaire, s’il n’est toujours pas habité au XXXIe siècle par des Humains ou autres vies organiques (pour des raisons évidentes), est néanmoins exploité par une installation minière orbitale d’hélium extraite directement dans l’astre grâce à un tunnel d’excavation au système de champ de force conçu pour résister aux conditions de surface : toutefois, une catastrophe provoquée en 3013 — par une énième bêtise de Zapp Brannigan — déclenche un grave incendie interne à l’infrastructure, coinçant les quinze mineurs présents à l’intérieur de la « chambre de survie » dudit tunnel transformée en « chambre de la mort ». L’équipage de Planet Express (qui comme son vaisseau se voit pour l’occasion, afin de résister aux températures solaires, recouvert de pied en cap d’une couche de protection individuelle dorée) y est envoyé d’urgence pour une mission de sauvetage au pied levé : les dégâts n’en seront que matériels, la totalité des quinze mineurs étant sauvés les uns après les autres au cours de leur intervention par l’héroïsme aussi involontaire qu’intéressé de Bender, assisté de Fry et Leela.
Il est révélé à la suite de ces événements l’existence d’une vie extra-terrestre intelligente au cœur du Soleil, des entités ignées constituées d’énergie solaire dont l’un des représentants, un criminel incarcéré du nom de Flamo, aura réussi à s’échapper de sa prison grâce cet incident industriel, puis rejoint la Terre en se dissimulant à l’intérieur du robot tordeur avec des projets personnels de conquête pour la planète bleue : il sera toutefois empêché dans ses délires pyromanes par Bender, et finalement récupéré par des officiers de son astre natal pour y être ré-enfermé.
Du peu d’informations reçues des quelques entités solaires apparues, qui à l’exception du criminel indiquent une espèce à l’existence autarcique et relativement pacifique envers les autres formes de vie extra-solaires, ils auraient eux-mêmes une véritable civilisation et habiteraient la surface du Soleil en régions avec également des élections municipales (l’ambitieux Flamo ayant été de son propre aveu, originellement emprisonné pour avoir orchestré un coup d’État après avoir perdu l’une d’entre elles dans une région de moindre importance et ce, malgré ses roueries).

### Terre
La Terre de l’an 3000 est habitée par toutes sortes d'espèces extra-terrestres et infra-terrestres. Les nations s’y sont unifiées en États-Unis de la Terre avec un gouvernement central unique. La plupart des villes ont été rebâties sur des plateformes recouvrant les anciennes villes. Ainsi, par les égouts de New New York, on peut accéder aux vestiges du vieux New York du XXe siècle, totalement en ruine et déserté nonobstant les mutants qui habitent la Ville des Égouts.

#### Lune
La Lune de l’an 3000 a pour premier empereur la Tête en Bocal d’Al Gore. Également habitée, elle n’abrite cependant que des agriculteurs d’oxygène et un immense parc d’attractions. Est également présent mais oublié de tous le site du premier atterrissage sur la Lune. L’épisode montrant la vie sur la Lune est avant tout un clin d’œil au film Pluto Nash de Ron Underwood. L’histoire de la conquête de la Lune a été complètement oubliée et sa version future repose sur des chasseurs de baleine ne faisant pas fortune.

### Urectum
Il s'agit d’Uranus, rebaptisée en l’an 2660 pour « en finir » avec les blagues de mauvais goût faites sur son nom (qui est en anglais homophone de « Your anus » — « Ton anus »). Vue dans l'épisode Un gros tas d’ordures.

### Vénus
Si Vénus, la deuxième planète du système solaire, est la seule d’entre elles à demeurer une arlésienne au XXXIe siècle car n’y étant jamais réellement vue, des informations et indices parsèment la série. Ses habitants les Vénusiens (qui en sont le pendant des Humains pour la Terre), installés sur la planète bleue et ce qui semblent être des anneaux artificiels de leur monde, sont représentés par les Blorbs (ou Blorbs Vénusiens de leur dénomination complète), espèce extra-terrestre gélatineuse comparable à des méduses verdâtres à trois yeux et bouche béante aisément colérique — dont deux innomés sont respectivement portrait des billets de 20 $ terricain, et modèle de la « Vénus de Vénus » (parodie vénusienne de La Naissance de Vénus de Botticelli dont la Vénus est une femelle blorb). Dans un rêve comateux de Leela emmenée en ballade romantique par Fry, un environnement extra-terrestre hypothétique aux rochers violets et à l’eau rouge est qualifié de « jardin vénusien ». Lorsque ce dernier lit les pensées dans le quatrième film, le président Nixon révèle qu’il a vraiment mis en scène l’atterrissage sur Vénus.

## Autres

### #!@€$!#%&
Aussi appelée par périphrase « Ce monde qui ne peut être mentionné en termes polis », la troisième planète détruite par le satellite « V-Giny » dans Innocence perdue : le Pr Farnsworth ne « peut d’ailleurs pas en prononcer le nom, au risque de vous choquer ».

### Amazonia
C'est une planète peuplée de femelles d'une espèce de géantes.

### Amphibios 9
Amphibios 9 est la planète d'origine de Kif Kroker. Elle est recouverte d'une forêt dense, ressemblant à une jungle. Elle n'est pas très accueillante, mais tous ceux de l'espèce de Kif doivent s'y rendre au moment de mettre leurs enfants au monde.

### Brilloria 6
C'est une planète peuplée de parasites à l'apparence humaine s'apparentant à un lichen quantique qui se nourrissent de l'admiration de leur proie. Ainsi, quiconque s'intéressant à l'un de ces parasites le nourrit sans même le savoir. Toutefois, si quelqu'un en regarde le visage, il est vidé de ses forces vitales et devient donc une sorte de coquille vide.

### Cannibalon
Planète entièrement habitée de cannibale, Bender trouve la nourriture très bonne sur cette planète 

### Chapeck 9
Chapeck 9 est une planète entièrement peuplée de robots. Les Humains y sont tués sur-le-champ. Elle a été colonisée un peu avant 2700 par des robots séparatistes. Des campagnes de propagande, notamment au cinéma, permettent d'entretenir la haine contre les Humains. En réalité, la planète est gouvernée par les robots anciens. Ils se servent des Humains comme boucs émissaires pour faire oublier les vrais problèmes à la population.
Le nom est une référence à l'auteur de Science Fiction tchécoslovaque Karel Capek - prononcé Chapek- , (auteur de R.U.R. , La fabrique d'Absolu, La Guerre des salamandres, entre autres) à qui on attribue généralement la paternité du mot robot, alors qu'en fait c'est une création de son frère, Joseph Capek)

### Cyclopia
La supposée planète d'origine de Leela qui regroupe les uniques êtres de un, deux, trois, quatre et cinq œil. Ils ont chacun une ville (en ruine) et principalement une statue avec leur nombre quelconque d'œil dessus.

### Decapod 10
Il s'agit de la planète d'origine du Dr Zoidberg. C'est une sorte de « planète plage ». Le sable y est omniprésent. Les habitants de cette planète se reproduisent une fois dans leur vie, avant de mourir dans d'atroces souffrances (mangés par les mouettes). À noter qu'on voit des vieux habitants sur cette planète, certains ne se reproduisent pas mais sont condamnés à une vie sans sexe. Les habitants de Decapod 10 passent leurs enfances sous forme de larves minuscules. La planète Decapod 10 est une planète où les libertés sont limitées. C'est cette population qui a provoqué, par accident, l'extermination des anchois sur Terre.

### Dogdoo 8
Dogdoo 8 (en français Crotte de chien 8) est une planète imaginée par Dwight et Cubert comme étant la dernière planète dans l'univers. Le vaisseau de Planet Express y a été envoyé en mission par  Dwight et Cubert, qui utilisaient une machine permettant d'imiter la voix du professeur Farnsworth. Une semaine plus tard, ils reviennent après avoir découvert que l'Univers prend fin à Dogdoo 7.

### Doohan 6
Doohan 6 (clin d’œil à James Doohan) est une planète où les habitants sont identiques aux terriens, surtout aux Écossais. Il semble que tous les hommes de cette planète s'appellent « Angus ». Les moutons de cette planète ne sont pas complètement identiques aux moutons terriens : ils ont 4 yeux et leurs oreilles sont en forme d'entonnoir. C'est la planète d'origine de « l'animal de compagnie » que Fry a eu dans l'épisode On ne fait pas d'omelette sans casser des œufs.
Description du compagnon de Fry dans cet épisode : son prénom est M. Pepps, son espèce se nourrit d'os, c'est la raison pour laquelle le nom latin de son espèce est « ossus vampirus », et le nom que les non-catholiques ont donné à cette espèce est « le grand vampire des os » ; les vampires des os sont ovipares, ils se reproduisent de manière asexuée, leur salive est de l'acide, ils flatulent des petites flammes, et M. Pepps est le dernier de son espèce.

### Ebeula 13
Ebeula 13 est une planète virale, on le sait car le professeur l'a appelé « Ebeula 13, la planète virale ».

### Eden 7
Eden 7 est une planète qui a été capturée par Zapp Brannigan via un tapis de bombes.

### Ethernium
Ethernium est la plus ancienne planète de l'univers. Elle est apparue 17 ans et demi avant le Big Bang. C'est la planète d'origine des Nibbloniens et donc de Nibbler. La planète Ethernium se trouve au centre exact de l'univers. Son diamètre n'est que de 30 kilomètres.

### Fantasm
Fantasm est une planète où les rêves de chacun se réalisent.

### Juteuse
La  planète Juteuse et ses habitants les Juteux ont été attaqués par les Décapodiens, les Juteux ont été pressés par les Décapodiens d'après les dires du docteur Zoidberg dans l'épisode "un gout de liberté".

### Merdecure /Poopiter
Merdecure (« Poopiter » en version originale) est la deuxième planète détruite par le satellite « V-Giny » dans Innocence perdue. Elle était connue pour sa saleté ainsi que son immoralité.
Bien que ce soit contre-intuitif, nonobstant l’inspiration du nom elle n’a (que ce soit en anglais ou en français) rien à voir avec Mercure ou Jupiter.

### Neutopia
Neutopia est un monde minéral où les seuls habitants sont des aliens de pierre ayant tous un seul et même sexe appelé "neutchatcho". Ils possèdent plusieurs pouvoirs tel qu'échanger ou faire disparaître les sexes des humains (et probablement d'autres formes de vie), faire s'éloigner les autres de soit et/ou les éloigner entre eux, se téléporter et/ou téléporter les autres, « redonner vie » aux robots et peut être d'autres pouvoirs. Il semble que les habitants de Neutopia soit capable de vivre plusieurs millions d'années. En tant que créatures de pierres, les habitants de Neutopia sont insensibles à la chaleur, c'est très utile car, apparemment, Neutopia se rapproche et, probablement, s'éloigne de son soleil au cours de sa rotation autour de ce dernier.

### Neutralia
C'est la planète d'origine des Neutres, peuple ne prenant jamais partie et ne se prononçant jamais sur le moindre sujet. Zapp Brannigan, qui « déteste ces saletés de Neutres » décide d'y faire écraser le vaisseau de Planet Express. À la dernière minute, Leela, Fry et Bender arrivent à dévier le vaisseau.

### Nintenduu 64
La planète Nintenduu 64 existe dans une réalité alternative que révèle le professeur Farnsworth. La planète est la maison d'une variété d'individus qui ressemblent à des personnages de jeux vidéo du XXe siècle. Elle fait référence à la célèbre N64 de Nintendo.

### O’Cyris IV
O’Cyris IV (de l'ancien dieu du panthéon égyptien, Osiris) est une planète aride d'un système à deux soleils et qui ressemble à s'y méprendre à l'Égypte antique. Bender y devient pharaon suite à une livraison et fait construire la statue la plus haute de l'univers. Les habitants de O’Cyris IV ont visité l'ancienne Égypte il y a de cela des milliers d'années : les Égyptiens de l’époque leur auront (selon un renversement comique de la théorie des anciens astronautes) appris à construire des pyramides, à voyager dans l'espace ainsi qu'à faire peur aux explorateurs avec des momies, raison pour laquelle leur propre culture se confond autant avec la leur. Certains des O’Cyrisiens sont (à l’instar des représentations anthropomorphiques desdits dieux) thérianthropes, les autres — pour la plupart esclaves — ayant une apparence humaine ordinaire.

### Omega 3
Omega 3 appartient à la liste des planètes interdites. Au cours du XXIIIe siècle, Star Trek devint une religion menaçant les différents gouvernements terriens : ils bannirent donc l’œuvre et y envoyèrent les originaux des septante-neuf épisodes ainsi que des six films de la série originale. Vers l’an 2700, la majorité des Têtes en Bocal des comédiens principaux de ladite série (exceptés celle de Leonard Nimoy, restée sur Terre ; et de James Doohan, au statut inconnu) la rejoignirent à leur tour.

### Omicron Persei 8
Omicron Persei Huit est une planète se trouvant à 1000 années-lumière de la Terre. Ses habitants sont les Omicroniens. Au fil de la série, ils envahissent la Terre régulièrement pour des raisons souvent futiles. Ainsi, une coupure de retransmission de l'émission Célibataire et avocate, a engendré des menaces de destruction de la planète par leurs soins. Leur progéniture, appelée sur Terre les Popplers (sur une idée de l'équipe du Planète Express) est un mets très apprécié de la population terrienne. Ils disposent d'armes laser anti-monuments très efficaces. Leur chef est Lrrr. La planète possède sa propre langue d'un nom inconnu, mais dont les nombres 1, 2, 3 et 10 se nomment respectivement « Pringle » ; « Glorg » ; « Glorg et Nagloub » ; et enfin, « Blork ».

### Pandora
Pandora (clin d’œil à la planète éponyme d’Avatar) est une planète dite « dangereuse en 3D ». Détestée par Leela pour des raisons évidentes, son environnement en anaglyphe nécessite des lunettes adaptées (ou une vision idoine) pour pouvoir y évoluer normalement.

### Planète XXX
La Planète XXX (clin d’œil à la Planète X) est la première planète détruite par le satellite « V-Giny » dans Innocence perdue. Le professeur l’appelle « X3, la planète des nudistes » : la fin de ce nom suggère que ce pourrait être la même planète que celle visitée par l’équipage de Planet Express dans le premier film.

### Simian 7
Simian 7, monde d’origine du Dr Banjo, est la planète colonisée par les Simiens, des singes et autres primates transgéniques intelligents originaires de la Terre. Guenter, le colocataire de chambre de Fry à l’université de Mars, s’y installe. En principe interdite d’accès aux Humains, c’est pourtant là que ce dernier et Leela, comme d’autres couples de touristes, séjournent en amoureux dans ce qui se révèle être (à leur propre insu) un « vivarium inversé » exploité dans un zoo simien.

### Spa 5
Il s'agit d'une planète thermale spécialisée dans les cas de personnes dépressives. Sous ses beaux aspects, la planète est en fait une sorte de camp de travail où les curistes se retrouvent esclaves et doivent exploiter une mine.

### Sphéron 1
Sphéron 1 est une planète peuplée par des boules rebondissantes. Zapp Brannigan croit bon de leur faire la guerre sans pour autant avancer de raison valable. Le conflit qui a lieu sur la planète comprend de nombreuses similitudes avec la guerre du Viêt Nam : l'armée terrienne dispose d'hélicoptères et de bases conçues sur le modèle Vietnamien, Richard Nixon dirige la campagne militaire et Henry Kissinger dirige les négociations avec les sphères. Cependant, à l'inverse de la guerre du Viêt Nam, les Terriens (basés sur le modèle de l'armée américaine) parviennent à remporter la guerre et à envahir la planète.

### Stumbos 4
Stumbos 4 est une planète avec une gravité tellement énorme que le poids de vos cheveux est capable de vous écraser.

### Tarantulon 6
Tarantulon 6 est la planète habitée par les Tarantuliens, de gros extra-terrestres arachnoïdes. Zapp Brannigan leur déclare la guerre et attaque la planète : après l’avoir remportée, il revient sur Terre avec le trésor de soie qu’on fait les Tanrantuliens en guise de butin de guerre. Contre-intuitivement à leurs dénomination et apparence, un paléontologue affirme que les Tarantuliens sont en vérité génétiquement plus proches des éléphants que des tarentules.

### Tiers-monde du Système Antarès
Ses habitants s'appellent les Antariens et ont la peau de couleur bleu ciel. Cette planète est la principale destination de recyclage des déchets électroniques. Les habitants utilisent des mauvaises méthodes de combustion, ce qui libère des toxines polluant l'atmosphère et l'eau potable. Les enfants y sont réduits en esclavage.

### Thuban 9
Neuvième planète du système binaire Thuban aussi appelée « Alpha Draconis 9 », elle est le monde d’origine des Thubaniens, une espèce extra-terrestre de chats supérieurement intelligents capable d’exercer une emprise mentale de fascination sur d’autres races comme les Humains. Au XXXIe siècle, la rotation de la planète s’est ralentie.

### Tova 9
Tova 9 est la planète où a eu lieu l'élection de Miss Univers dans l'épisode Le moins pire des deux.

### Trisol
La planète est perdue aux confins de la ténébreuse zone interdite, dans la galaxie de la terreur. Du fait de ses trois soleils, il y fait très chaud. Cette planète est peuplée par des créatures composées d'eau. La tradition veut que celui qui tue l'empereur le devienne; Fry en buvant l'actuel empereur l'est donc devenu. Cette planète fait partie du DOOP.

### Tweenis 12
Tweenis 12 a été détruite par des cerveaux géants. La planète explose lorsque ces derniers envahissent la Terre dans le but de rendre la planète Terre stupide.

### Vergon 6
C'est une planète en danger qui a été surexploitée pour en extraire de la matière noire. C'est là que vivait Nibbler avant d'être sauvé par Leela. La planète a, par la suite, implosé. Toutefois, il en subsiste une grosse météorite sur lequel quelques animaux parviennent à survivre. Après une tentative de sauvetage ratée, l'équipe de Planet Express n'a réussi à sauver que Nibbler. On peut noter que d'après le témoignage de Nibbler dans Bender's game que c'est M'man qui est à l'origine de la destruction de Vergon 6.
Exemples d'espèces présentes
- des serpents fruits mauves
- des crevettes venteuses
- des centaures imitateurs
- des herma-flamants-roses

### Vinci
Vinci est une planète-université, dotée de son propre professeur de mathématiques et de sa propre équipe de football américain. Leonardo Da Vinci en est originaire. Ces habitants sont des extra-terrestres humanoïdes à l'intellect extrêmement développé. Ainsi, Leonardo Da Vinci en est le représentant le plus bête (ce qui n'entame pas sa qualité d'inventeur), et le professeur Farnsworth est incapable de répondre exactement à des exercices de géométrie pourtant élémentaires pour les étudiants.
La société de cette planète évolue dans une sorte de Renaissance italienne futuriste, à la limite du steampunk malgré l'absence de machines à vapeur. Les objets sont majoritairement de fabrication artisanale à base de bois, alors que les technologies de voyage spatial et de logiciels graphiques sont maîtrisées. Les habitants de Vinci détestent "festoyer toute la nuit, avec de la bière et de robustes femmes" selon les propres mots de Leonardo. À l'inverse ils passent tous leur temps libre au musée des mathématiques. Ils ont également tendance à faire preuve de beaucoup de cruauté mentale envers tout ce qui a une intelligence inférieure à la leur.

### Vormelia
C'est la planète sur laquelle est fabriqué le Slurm, le soda préféré de Fry et Bender. Il est possible de gagner une fête sur cette planète en trouvant la capsule gagnante. Les gagnants peuvent visiter la chaîne de fabrication du Slurm. En fouillant bien, on peut y découvrir bien des secrets...

### Xenotaph 3
Xenotaph 3 est une planète où les habitants sont de très bons sculpteurs. Il semble que leurs sculptures soient faite d'ivoire. Il arrive que les sculpteurs fassent des erreurs d'orthographe quand ils écrivent en terrien. Un des habitants est le premier alien de la série ayant dit quelque chose comme « On est des aliens, c'est un miracle que l'on parle votre langue. » à des personnes parlant le terrien.

### Zoubihn 5
Zoubihn 5 est une planète où, il y a 30 millions d'années environs, régnait un empereur appelé Nihmbala. La momie de ce dernier appartient au professeur, quand Fry a mangé la momie en pensant que c'était une saucisse sèche, le professeur a dit avec un air coléreux : « C'était mon déjeuner cette momie ! ». Les habitants de Zoubihn sont très petits, la preuve : la momie de Nihmbala mesurait environ 30 cm.